# Avery Storm
Avery Storm, eigentlich Ralph di Stasio (* 4. September 1981 in New Jersey) ist ein US-amerikanischer R&B-Sänger, Musikproduzent und Songwriter. Er steht bei Nellys Plattenlabel Derrty Entertainment unter Vertrag.

## Werdegang
Avery Storm wurde in einer italo-amerikanischen Arbeiterfamilie in einer Kleinstadt in New Jersey geboren. Beeinflusst von seinem Vater begann er schon in frühen Jahren zu musizieren. Nachdem er die High School abgeschlossen hatte, zog er ins nahe New York City, um dort seine musikalische Karriere zu beginnen. Hier machte er bei verschiedenen Veranstaltungen auf sich aufmerksam und wurde von der ASCAP für den Writer′s Workshop Award nominiert. Im Sommer 2001 wurde er schließlich Teil einer lokal agierenden Produktionsfirma und schaffte es so einen Plattenvertrag bei Interscope Records zu bekommen. Allerdings wurde nie ein Album veröffentlicht und der Vertrag aufgelöst. Er begann daraufhin in einem Feinkostladen zu arbeiten und produzierte mit dem verdienten Geld Demo-CDs. Eine dieser CDs erregte die Aufmerksamkeit eines Talentsuchers von Nellys Label Derrty Entertainment. Er unterschrieb dort einen Vertrag und trat in Folge daran auf Liedern verschiedener Künstler aus Nellys Umfeld oder an der Seite von Nelly selbst auf, zum Beispiel auf den erfolgreichen Singles Nasty Girl von The Notorious B.I.G.s postum veröffentlichten Duets oder auf Rick Ross′ Here I Am.

## Diskografie

### Features
- In My Life / Nelly featuring Avery Storm & Ma$e (2004)
- Nasty Girl / The Notorious B.I.G. featuring Diddy, Nelly, Jagged Edge und Avery Storm (2005)
- Badder Than a Muthafucka / Daz featuring Avery Storm (2006)
- Here I Am / Rick Ross featuring Nelly & Avery Storm (2008)